# Apalis del Namuli
L'apalis de Namuli (Apalis lynesi) és una espècie d'ocell de la família dels cisticòlids (Cisticolidae) endèmica de les muntanyes muntanyes Namuli, al nord-est de Moçambic. Anteriorment es va considerar una subespècie de l'apalis de collar.

## Descripció
Mesura al voltant de 12 cm de llarg. Té el pili i el clatell grisos i la gola i el pit negres. La resta de les parts inferiors són de color groc i les parts superiors són verdes. Les plomes exteriors de la cua són blanques.

## Taxonomia
Va ser descobert el 1932 per l'ornitòleg anglès Jack Vincent i descrit per ell mateix l'any següent. No hi va tornar a haver registres fins que una expedició el va redescobrir el 1998. Fins al 2017 es va considerar una subespècie de l'apalis de collar (Apalis thoracica).

## Distribució i hàbitat
Es troba únicament als massissos de la muntanya Namuli i de la muntanya Mabu, al nord de Moçambic.
L'hàbitat natural són els boscos de muntanya per sobre dels 1200 msnm, a més del límit del bosc i arbredes adjacents. La tala del bosc és la principal amenaça potencial per a la supervivència, a més de la degradació i fragmentació del seu hàbitat.

## Comportament
S'alimenta principalment d'insectes i d'altres invertebrats petits, però també menja llavors i fruits. Busca aliment en parelles o petits grups, sovint a terra o amb vols curts.
Els mascles i les femelles tenen cants diferents i tots dos canten en duet amb la femella responent el cant del mascle.
El niu és una bola de molsa que construeixen almenys a un metre del terra.